# Kuchnia (województwo pomorskie)
Kuchnia – wieś kociewska w Polsce położona w województwie pomorskim, w powiecie tczewskim, w gminie Gniew.
| SIMC    | Nazwa   | Rodzaj    |
| ------- | ------- | --------- |
| 1037689 | Majątek | część wsi |
| 1037755 | Podwał  | część wsi |

W latach 1975–1998 miejscowość administracyjnie należała do województwa gdańskiego.